# Виолина
Виолина је дрвени жичани гудачки инструмент из виолинске фамилије. Поред виолине, у овој фамилији су и виола, виолончело и контрабас. Међу инструментима ове фамилије који су у редовној употреби, она је најмања и има највише тонове. Мањи инструменти виолинског типа су познати, нпр. виолина пиколо и пошета, али они виртуално нису у употреби у данашње време. Виолина типично има четири жице, које се штимују у интервалу чисте квинте. Жице се, почев од најдубље, штимују на висине следећих тонова: ге (g), де1 (d1), а1 (a1), е2 (e2). Виолине су важни инструменти у широком опсегу музичких жанрова. Оне су најпроминентније у западној класичној традицији и у многим варијететима народне музике. Оне се исто тако фреквентно користе у жанровима попут кантри музике и блуграса, као и у џезу. Електричне виолине се користе у неким формама рок музике и џеза; осим тога, виолина је стекла популарност у многим незападним музичким културама, укључујући индијску и иранску музику. У енглеском језику се име fiddle често користи у контексту народне музике, посебно у ирској традиционалној музици и блуграсу, мада се овај надимак такође користи и независно од типа музике.
Виолина је ушла у употребу у раном 16. веку на Апенинском полуострву. До неких додатних измена је дошло у током 18. и 19. века. Она је у Европи служила као основа за жичане инструменте који се користе у западној класичној музици, као што је виола.
Виолинисти и колекционари посебно цене фине историјске инструменте које су направили градитељи из фамилија Страдивари, Гварнери и Амати у периоду од 16. до 18. века у Бреши и Кремони и Јакоб Стајнер у Аустрији. Према њиховој репутацији, квалитет њиховог звука до сада је одолео свим покушајима објашњавања или репродукције, мада је ово уверење спорно. Знатан број инструмената је проистекао из радионица мање познатих градитеља, а постоји и знатно већи број масовно произведених комерцијалних „трговинских виолина” које потичу од мале привреде у Саксонији, Бохемији, и Мирекуру. Многи од тих трговинских инструмената су раније били продавани посредством  и других трговинских кућа.
Виолински делови су обично направљени од различитих типова дрвета. Електричне виолине често нису направљене од дрвета, пошто њихов звух не мора да зависи од специфичних акустичких карактеристика конструкције инструмента, већ од електронског звукоснимача, појачивача и звучника). Виолине могу да буду опремљене са кетгутским, перлонским или другим синтетичким, или челичним жицама. Особа која прави или поправља виолине се назива лутиер или виолински мајстор или виолинар.

## Историја
У ком тренутку је виолина напустила породицу „виоле де брачо“, то је тешко рећи. Терминологија је дуго била сумњива, а назив „виола” се дуго користио и за сопран, као и за алт. У Италији су пронађени изрази попут „viola con tre corde senza tasti” или „viola da braccio senza tasti”; у Немачкој „геиге”, у Француској „вуолон“ и „виолин“. Сам назив „виолино“ се појављује у Италији 1538, а у Енглеској тек 1572. као „виолин“. Имена најстаријих произвођача виолина су највећим делом непозната. Интересантно је да су многи музичари, мање-више, правили сами за себе своје жичане инструменте. Виолина је достигла свој дефинитивни облик између 1520. и 1550. године, у северној Италији, у центру са Миланом. Први стваралац виолина из те регије био је Ђовани Ђакомо Дала Корна (1484—1580), а затим Зането ди Мишела да Монтекјаро (1488—1562), и обојица су поред виолина правили и лауте, лире и остале сличне инструменте. Од инструмената тог времена остало је неколико виолина чувеног ствараоца Андреа Аматија (рођен између 1500. и 1505, а преминуо 1570. у Кремони). Највише је стварао између 1542. и 1546. године, а тадашње виолине су имале по три жице и још увек су садржале по неколико делова примитивне форме. Али већ од 1550. године постоји неколико сведочанстава о постојању виолине са четири жице. Неколико Аматијевих виолина је остало до данашњег дана, створених 1555. године. Шарл IX, краљ Француске, је 1560. године тражио од Аматија да му направи 38 гудачких инструмената, од њих је било, 24 виолине, 6 виоле, 8 виолончела. Два Аматијева гудачка инструмента су и данас сачувана у Оксфордском музеју. Осим породице Амати чувене по стварању добрих виолина су и породице Антонија Страдиварија, и Ђузепа Гварнерија, такође пореклом из северне Италије, из Кремоне.

## Делови виолине
Виолина се састоји из два основна дела: гудала и виолине.
Гудало - Дужина виолинског гудала износи 73 cm, а тежина варира између 55 и 65 грама, а углавном је око 60 грама. Основни делови су:
- штап- углавном прављен од дрвета названог пернабуко, јер потиче из истоимене области из Бразила. То дрво је чврсто и флексибилно истовремено, што представља главну особину за стварање доброг гудала. Први који је почео користити то дрво за гудало, био је стваралац Тоурте, на крају 18. века.
- струне - направљене од прерађених коњских длака, причвршћене за оба краја гудала, горњи – врх, и доњи – тзв. жабицу. Једно гудало садржи отприлике око 150 коњских длака. Жабица се контролише завртњем, направљеним од метала, које затеже и отпушта струне. Потребно је споменути и калафонијум, средство за подмазивање гудала да би се остварио бољи контакт гудала и жица. То средство се производи од смоле.

Виолина - Виолина се састоји из кутије (резонатора), која појачава звук жица. Њена горња даска је од смрековог дрвета, са изрезаним отворима у облику латиничног слова ф, па се стога називају ф-отвори. Доња даска- дно, је направљена од јаворовог дрвета. Странице кутије су састављене од шест дужица, на чијим саставима са горњом и доњом даском из унутрашње стране стоје црвени чепови. На кутију се наставља врат с горње стране заобљен. Између врата и главе се налази пражић, дашчица од тврдог дрвета (абонос). У главу су усађене четири чивије, а глава се завршава пужем. На кутији се налази мостић (кобилица) - танка дрвена плочица, чија је функција да преноси треперење жица на кутију, а заобљеност горње стране омогућава свирање на свакој жици посебно. На доњем крају кутије жице су причвршћене за кордар. Кордар је петљом која прелази преко доњег пражића причвршћен за дугме.

## Виолинска техника
Виолина се држи испод браде, а изнад левог рамена. Десна рука најшешће превлачи гудало преко једне или више жица. Некад се (знатно ређе), уместо тога, жице окидају десном руком. Прсти леве руке падају на хватник, и тако скраћују дужину жице која трепери, на тај начин производећи различите висине звука. Уколико лева рука не притиска жицу, кажемо да се тада свира „празна“ жица.

### Техника десне руке
Десна рука је одговорна за квалитет тона, ритам, динамику, артикулацију и за извесне (али не све) промене боје звука. Различити начини свирања десном руком често се називју начини или потези.

#### Потези
- Деташе (détaché) - „раздвојено“, примењује се на ноте које нису повезане луком.
- Мартеле (martelé) - дословно: „чекићем“, врста деташеа са изразито јаким акцентима.
- Легато (legato) - „повезано“, примењује се на ноте повезане луком.
- Кон лењо (con legno) - „дрветом“, свирање другом страном гудала, то јест, ударање по жицама дрвеним делом гудала, штапом. Користи се за специјалне ефекте.
- Спикато (spiccato) - „скачући“ потез, изводи се на средини гудала.
- Сотије (sautillé) - донекле сличан спикату, само бржи. Код сотијеа се користе еластичност гудала и жица, па тако, при одређеној брзини и притиску, гудало „само скаче“.
- Рикоше (ricochet) - „бацање“ гудала, изводи се на горњој трећини гудала. Гудало одскаче и тако производи низ нота.

#### Пицикато
Ознака „pizz.“ (скраћено од pizzicato), означава окидање жице прстима десне руке, уместо свирања гудалом.

#### Сордина
Сордина је мали предмет који се може прикачити на кобилицу. Тада звук постаје мало тиши, и, што је још важније, пригушеније боје. Овај ефекат се често користи у оркестру.

### Техника леве руке
На виолини не постоје прагови, тако да свирач мора да спусти прст леве руке веома прецизно, иначе ће тон звучати нечисто. (Реч „нечисто“ музичари користе када тон није одговарајуће фреквенције. Синоним је реч „фалш“.) Да не би свирали нечисто, то јест, да би постигли добру интонацију, виолинисти морају да вежбају да чују када је тон нечист, и да вежбају своју способност да што брже, за време свирања, помере прст на право место толико брзо да то не утиче на квалитет свирања. „Певање у себи“ помаже виолинистима, као и другим музичарима, да свирају, не само чисто, него и изражајно. Иако је поправка положаја на који је прст пао могућа, до тога ретко долази, јер виолинисти вежбом постижу да прсти падају где треба.
Прсти се означавају бројевима 1 (кажипрст) до 4 (мали прст). Број 0 означава празну жицу. Слика са десне стране приказује положај прстију у првој позицији, и тонове које је у њој могуће одсвирати. Положај на који падају прсти леве руке одређује виолиниста „интуитивно“, користећи „певање у себи“ и осећај научен током вежбања. Није могуће свирати чисто, тако што се положај одређује гледањем у хватник. Размак између два прста који представља један полустепен постаје све мањи како се прсти померају „горе“ (изражено у фреквенцији) на истој жици. Ово је последица физичких својстава висине тона који производи жица која трепери. (Ова чињеница није узета у обзир приликом израде слике са десне стране - ова слика је само схема.)

#### Позиције
Положај леве руке одређен је позицијама. У сваком тренутку, лева рука се налази тачно у једној позицији. Прва позиција је она која је најближа чивијама. На пример, на e-жици, у првој позицији, првим прстом се свира тон еф (f) или фис (fis), другим ге (g) или гис (gis) итд. На e-жици, у другој позицији, првим прстом се свира тон ге (g) или гис (gis), другим а или аис (ais) итд. Виолинисти често мењају позиције. Ово се често ради јер је на тај начин лакше одсвирати одређену музичку фразу. Такође, разлог за ово може бити и то што исто тон (тон исте висине) одсвиран на различитим жицама има различиту боју. Некада композитор у нотама уписује ознаку, на пример „sul G“ или „G saite“ или „G corde“ за ге (g) жицу. Некада овакав избор може направити диригент или виолиниста сам.

#### Празне жице
Ако виолиниста повлачи гудалом преко једне од жица, а да је притом не притиска прстима леве руке, тада он свира празну жицу. Празна жица има посебну боју, коју искусан слушалац може лако разликовати од боје звука коју виолина има када се исти тон добија уз помоћ притиска прста леве руке (када се не свира празна жица). --- Звук празне жице. 49 KBⓘ

#### Двозвуци
Уколико виолиниста истовремено свира две суседне жице гудалом, тада он свира двозвук. Прсти леве руке морају да падну на одговарајућа места на тим жицама. Свирање двозвука је теже него свирање једнозвука, како због тога што прсти леве руке морају да падају на обе жице, тако и због тога што је теже десном руком произвести квалитетан тон. На виолини је могуће, са извесним ограничењима, свирати и три, па и четири жице истовремено. --- Двозвук. 90 KBⓘ

#### Вибрато
Вибрато је техника померања прста леве руке тако да се висина тона готово незнатно мења. Вибратом се не изводи да би се „маскирао“ нечисто одсвиран тон. Сврха вибрата је најчешће да се добије „емотиван“ призвук. Постоји неколико врста вибрата. Технички, оне зависе од тога да ли виолиниста користи само прсте, шаку, или целу руку. Врсту вибрата виолиниста одабира према стилу, динамици и другим компонентама музичког дела. Уколико нема ознаке у нотама, вибрато се подразумева. Зато постоји ознака „non vibrato“, којом се означава да одређени део композиције треба одсвирати без вибрата. --- Вибрато. 55 KBⓘ

#### Флажолети
На виолини постоје природни и вештачки флажолети.

##### Природни флажолети
Уколико виолиниста само додирне (а не и притисне до хватника) жицу на одговарајућем месту (на половини, трећини, две трећине, четвртини, три четвртине, петини... жице), тако добијен тон назива се природни флажолет. Уколико је жица додирнута на половини, чује се тон који одговара половини жице (тон за октаву виши), уколико је жица додирнута на трећини или на две трећине жице, чује се тон који одговара трећини жице (виши за октаву + квинту), итд. Ово је због тога што жица увек трепери својом целом дужином, својим половинама, својим трећинама, итд. Када жица трепери целом дужином, тонови који одговарају половини, трећини... жице се не чују зато што је њихова јачина знатно мања од јачине основног тона. Ови тонови називају се аликвотни и утичу на боју звука.
Боја звука је оно по чему се разликује звук виолине и обое. Када виолиниста, „блокира“ треперење целе и половине жице тако што је додирне на трећини, звук који одговара трећини жице се чује као основни звук. Овај звук има другачију боју него основни звук виолине (јер је промењен однос јачина којима се чују његови аликвотни тонови).

##### Вештачки флажолети
Нека је виолиниста притиснуо првим прстом жицу. Жица је на тај начин скраћена, односно добијена је „нова“ жица која има мању дужину. Ако виолиниста чврсто притисне први прст, а истовремено жицу само додирне четвртим прстом, он је тако постигао да „нова“ жица трепери у четвртинама (и производи тон за две октаве виши од „новог“ основног тона). Овако добијен тон назива се вештачки флажолет. Флажолети (а посебно, вештачки флажолети) су веома сложени за извођење. Често се користе за специјалне ефекте, јер имају неуобичајену боју звука.

## Знаменити виолинисти
- Николо Паганини
- Хенрик Вијењавски
- Јаша Хајфец
- Јозеф Јоаким
- Леонид Коган
- Фриц Крајзлер
- Гидон Кремер
- Јехуди Мењухин
- Давид Ојстрах
- Николо Паганини
- Јицак Перлман
- Пабло де Сарасате
- Жак Тибо
- Виктор Третјаков
- Пинкас Цукерман
- Исак Штерн

## Композитори
Немогуће је издвојити само неколико композитора значајних за стварање виолинске литературе. Избор није нимало једноставан, али имате прилику сазнати нешто о највећим међу њима. То су: Арканђело Корели, Антонио Вивалди, Николо Паганини, Ђузепе Тартини, Јохан Себастијан Бах, Феликс Менделсон, Волфганг Амадеус Моцарт, Хенрик Вијењавски, Пабло де Сарасате.